# Macaranga balabacensis
Macaranga balabacensis är en törelväxtart som beskrevs av Ferdinand Albin Pax och Käthe Hoffmann. Macaranga balabacensis ingår i släktet Macaranga och familjen törelväxter.
Artens utbredningsområde är Filippinerna. Inga underarter finns listade i Catalogue of Life.